# Other People (LP)
Other People is een nummer van de Amerikaanse zangeres LP (Laura Pergolizzi) uit 2016. Het is de tweede single van haar vierde studioalbum Lost on You.
"Other People" gaat over een stel waarin één van de twee een open relatie wil hebben, terwijl de ander dat niet wil en de relatie uiteindelijk op de klippen loopt. Het nummer was de opvolger van de hit Lost on You, maar werd lang niet zo'n grote hit als ze voorganger. Zo flopte het in LP's thuisland Amerika, maar werd wel een (bescheiden) hit in Wallonië, Italië en Polen. Ook in het Nederlandse taalgebied bereikte het nummer de hitlijsten niet.

## Tracklijst
- Muziekdownload

1. "Other People" - 4:04